# Bill Wennington

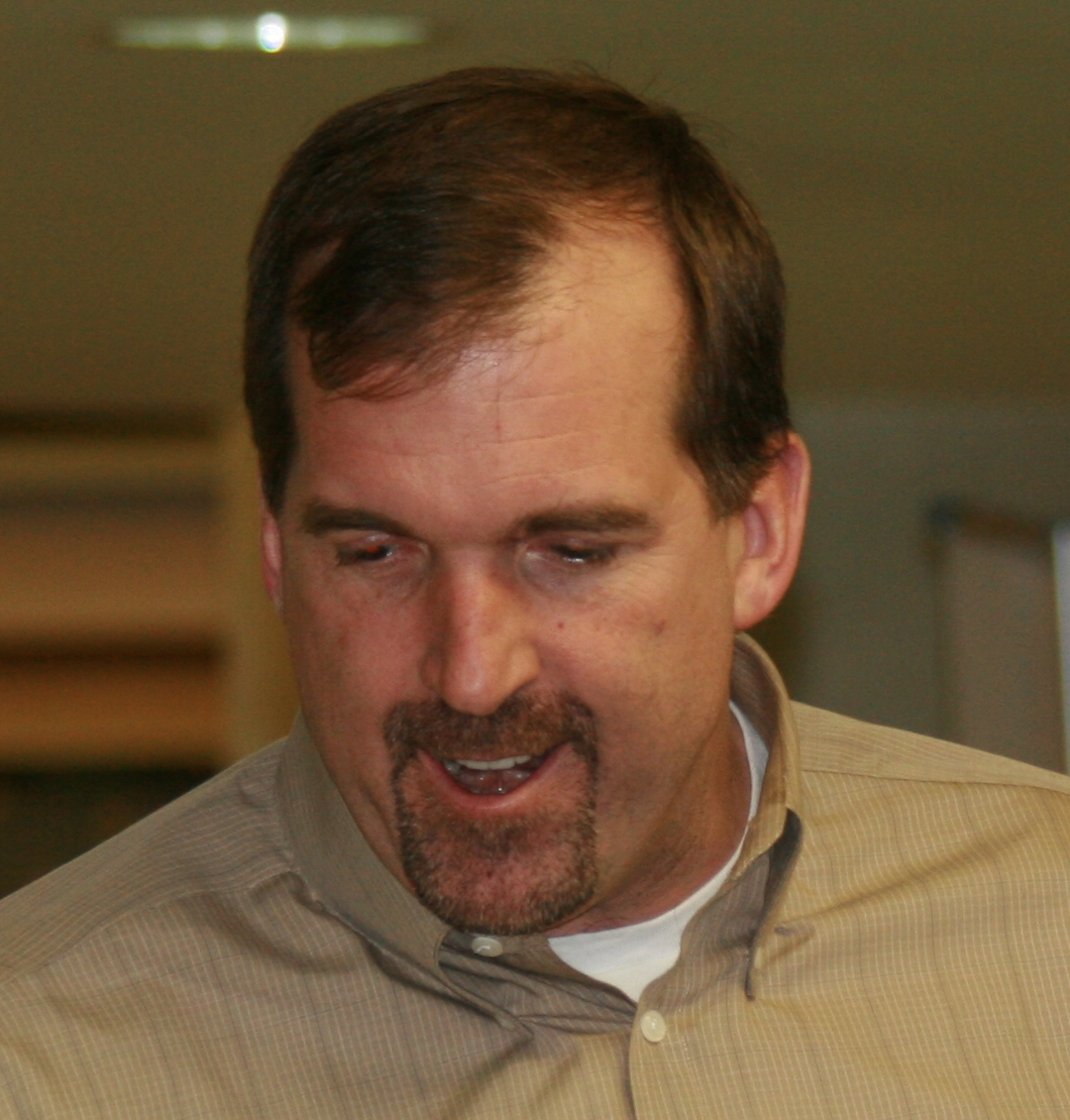
Bill Wennington, 2009.

William Percey "Bill" Wennington, född 26 april 1963 i Montréal i Québec, är en kanadensisk före detta professionell basketspelare (C) som tillbringade 13 säsonger (1985–1991 och 1993–2000) i den nordamerikanska basketligan National Basketball Association (NBA), där han spelade för Dallas Mavericks, Sacramento Kings och Chicago Bulls. Under sin karriär gjorde han 3 301 poäng (4,6 poäng per match); 440 assists samt 2 148 rebounds, räddningar från att bollen ska hamna i nätkorgen, på 720 grundspelsmatcher. Han spelade också som proffs i Italien.
Wennington draftades av Dallas Mavericks i första rundan i 1985 års draft som 16:e spelare totalt.
Han vann Chicago Bulls fjärde, femte och sjätte NBA-mästerskap på 1990-talet.
Innan han blev proffs, studerade han vid St. John's University och spelade basket för deras idrottsförening St. John's Redmen (idag St. John's Red Storm).
Efter spelarkarriären har Wennington arbetat för Chicago Bulls som reporter samt expertkommentator i radio.